# V449 Возничего
V449 Возничего (лат. V449 Aurigae), HD 41578 — тройная звезда в созвездии Возничего на расстоянии приблизительно 703 световых лет (около 216 парсеков) от Солнца. Возраст звезды оценивается как около 776 млн лет.
Пара первого и второго компонентов — двойная затменная переменная звезда типа Беты Лиры (EB). Видимая звёздная величина звезды — от +7,58m до +7,46m. Орбитальный период — около 0,7037 суток (16,888 часов).

## Характеристики
Первый компонент — белая звезда спектрального класса A0 или A2/A3V. Масса — около 2,473 солнечной, радиус — около 3,288 солнечных, светимость — около 33,46 солнечных. Эффективная температура — около 8120 К.
Второй компонент — белая звезда спектрального класса A.
Третий компонент — красный карлик спектрального класса M. Масса — около 128,72 юпитерианских (0,1229 солнечной). Удалён на 2,022 а.е..